# Samuel Hulse

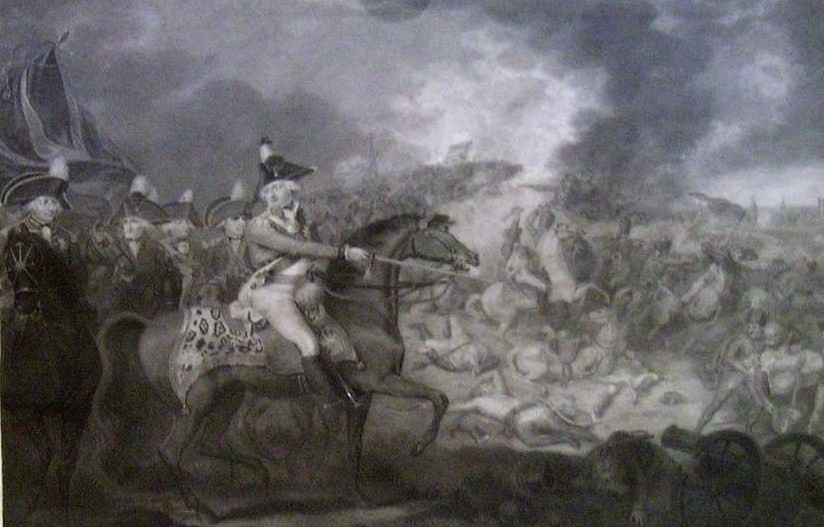
La bataille de Famars en 1793 au cours de laquelle Hulse commande le 1er bataillon des Grenadier Guards

Samuel Hulse, (27 mars 1746 – 1er janvier 1837) est un officier de l'armée britannique. Il effectue son premier service actif lors des émeutes de Gordon en juin 1780 avant de commander le 1er bataillon du Grenadier Guards lors de batailles clés de la campagne de Flandre pendant les Guerres de la Révolution française. Il commande également la 1re brigade de gardes lors d'une bataille ultérieure, puis rejoint la retraite en Allemagne lors des phases de clôture de la campagne de Flandre. Il participe ensuite à l'invasion anglo-russe de la Hollande, puis retourne en Angleterre pour devenir officier général commandant le district du Sud-Est. Après avoir terminé son service actif dans l'armée, il sert dans la maison du roi George IV.

## Carrière militaire
Il est le deuxième fils de Sir Edward Hulse, 2e baronnet et Hannah Vanderplank, et fait ses études au Collège d'Eton . Il est enseigne dans le Grenadier Guards le 17 décembre 1761. Il est promu capitaine dans son régiment le 12 mars 1776. Il effectue son premier devoir actif lorsqu'il est appelé pour faire face aux émeutes de Gordon en juin 1780. Promu colonel dans l'armée le 26 novembre 1782, il devient trésorier et receveur général du prince de Galles en janvier 1787.
Promu second major de son régiment le 14 mars 1789 et premier major le 11 août 1792, il commande le 1er bataillon à la bataille de Famars en mai 1793 et au siège de Dunkerque en août 1793 lors de la Campagne de Flandre . Promu Major général le 18 octobre 1793, il commande la 1re brigade de gardes à la bataille de Willems en mai 1794, puis rejoint la retraite en Allemagne plus tard dans l'année. Il est promu lieutenant-colonel dans son régiment le 3 mai 1794.
Après son retour en Angleterre en 1795, il reçoit le commandement de troupes dans la région de Brighton . Promu Lieutenant général le 9 janvier 1798, il est envoyé en Irlande avec une brigade de gardes au moment de la Rébellion irlandaise de 1798 bien qu'il n'ait jamais été réellement engagé à réprimer la rébellion. Il prend part à l'invasion anglo-russe de la Hollande en août 1799, puis retourne en Angleterre pour devenir officier général, commandant le district du Sud-Est avec promotion au grade de général à part entière le 25 septembre 1803. Il commande la construction de West Heath House à Woolwich Road à Erith à cette époque .
Il devient lieutenant-gouverneur de l'Hôpital royal de Chelsea en 1806 et maître de maison du prince de Galles en août 1812 . Il est nommé chevalier de l'Ordre royal des Guelfes lorsque le prince monte sur le trône en tant que roi George IV en 1820  et anobli en 1821 . Il est également gouverneur du Royal Hospital Chelsea en février 1820  et vice-chambellan de la maison du roi George IV ainsi que membre du Conseil privé en mai 1827.
Il est colonel honoraire du 56e régiment à pied (West Essex), du 19e Régiment d'infanterie, puis du 62e Régiment d'infanterie. Il est promu maréchal à l'occasion du couronnement du roi Guillaume IV le 22 juillet 1830. Il meurt au Royal Hospital Chelsea le 1er janvier 1837 et est enterré dans le caveau familial du cimetière St Michael and All Angels à Wilmington dans le Kent .

## Famille
Hulse épouse Charlotte (décédée le 5 février 1842); ils n'ont pas d'enfants .